# Octoblepharum rhaphidostegium
Octoblepharum rhaphidostegium är en bladmossart som beskrevs av C. Müller och Brotherus 1895. Octoblepharum rhaphidostegium ingår i släktet Octoblepharum och familjen Dicranaceae. Inga underarter finns listade i Catalogue of Life.